# Cupiennius coccineus
Espèce
Synonymes
- Cupiennius exterritorialis Strand, 1909
- Cupiennius costaericae Strand, 1909

Cupiennius coccineus est une espèce d'araignées aranéomorphes de la famille des Trechaleidae.

## Distribution
Cette espèce se rencontre au Costa Rica, au Panama et en Colombie.

## Description
La femelle holotype mesure 23 mm.

## Publication originale
- F. O. Pickard-Cambridge, 1901 : Arachnida - Araneida and Opiliones. Biologia Centrali-Americana, Zoology. London, vol. 2, p. 193-312 (texte intégral).